# There Must Be an Angel (Playing with My Heart)
There Must Be an Angel (Playing with My Heart) – singel brytyjskiego duetu Eurythmics, wydany w 1985 roku.

## Ogólne informacje
Był to drugi singel z piątego studyjnego albumu zespołu Be Yourself Tonight. Jest to także jeden z największych przebojów Eurythmics. W Wielkiej Brytanii singel dotarł do miejsca pierwszego i jest to jedyny numer 1 zespołu w tym kraju. W wielu innych państwach piosenka zajęła wysokie miejsca w Top 10. Gościnnie w utworze pojawia się Stevie Wonder, grając solową partię na harmonijce ustnej. Na stronie B wydano piosenkę „Grown Girls Up”.
Piosenka została później coverowana przez wielu wykonawców, m.in. niemiecki girlsband No Angels w 2001 roku.

## Teledysk
Autorami teledysku do tej piosenki są Eddie Arno i Mark Innocenti.

## Listy przebojów
| Kraj              | Pozycja |
| ----------------- | ------- |
| Wielka Brytania   | 1       |
| Stany Zjednoczone | 22      |
| Kanada            | 12      |
| Irlandia          | 1       |
| Niemcy            | 4       |
| Austria           | 9       |
| Francja           | 8       |
| Holandia          | 3       |
| Belgia            | 7       |
| Szwecja           | 2       |
| Norwegia          | 1       |
| Australia         | 3       |
| Nowa Zelandia     | 5       |

## Certyfikaty i sprzedaż
| Kraj                  | Certyfikat    | Sprzedaż |
| --------------------- | ------------- | -------- |
| Kanada (MC)           | złota płyta   | 50 000+  |
| Wielka Brytania (BPI) | srebrna płyta | 200 000+ |